# ときめきメモリアル2 ボーカルトラックス
『ときめきメモリアル2 ボーカルトラックス』は、1999年12月23日からKONAMIより発売されている一連のアルバムシリーズである。

## 概要
- ゲーム『ときめきメモリアル2』のキャラクターソングシリーズ。ナンバリング5タイトルとベストアルバムの計6タイトル。1999年12月23日から2002年12月25日にリリースされている。
- 主要キャラクターのキャラクターソングを収録している。
- テーマソング（Instrumental曲）に詞をつけたものをいくつか収録している。

## リリース一覧

### ボーカルトラックス
1999年12月23日発売。
1. 笑顔の決心
作詞：竹広将史・くまのきよみ / 作曲：メタルユーキ / 編曲：岩﨑元是 / 歌：陽ノ下光（野田順子）
原曲は「真夏に"DIVE!"」（陽ノ下光テーマ曲）
野田順子のアルバム『SPARKLE』にも収録
2. Keep on keeping on
作詞：竹広将史・田中みほ / 作曲：メタルユーキ / 編曲：米光亮 / 歌：佐倉楓子（前田千亜紀）
原曲は「NEVER MIND!」（佐倉楓子テーマ曲）
3. 大吉頂戴！-はっぴぃちょーだい-
作詞：くまのきよみ / 作曲：メタルユーキ / 編曲：広瀬充寿 / 歌：寿美幸（高野直子）
原曲は「不幸のジジョー…」（寿美幸テーマ曲）
4. ブラックダリア
作詞：白峰美津子 / 作曲：浅井裕子 / 編曲：米光亮 / 歌：伊集院メイ（田村ゆかり）
田村ゆかりコレクションアルバム『True Romance』にも収録
5. 桜樹のささやき
作詞：永森羽純 / 作曲：メタルユーキ / 編曲：岩崎元是 / 歌：八重花桜梨（村井かずさ）
原曲は「春を待ちわびて 第一楽章」（八重花桜梨テーマ曲）
6. あそびにいこう
作詞：くまのきよみ / 作曲：羽場仁志 / 編曲：岩崎元是 / 歌：赤井ほむら（くまいもとこ）
7. 嵐が始まる時
作詞：白峰美津子 / 作曲：メタルユーキ / 編曲：米光亮 / 歌：麻生華澄（鳥井美沙）
原曲は「素顔の赴くままに」（麻生華澄テーマ曲）
『ときめきメモリアル2 ボーカルトラックスベスト』にも収録
8. 大好きな人
作詞：田中みほ / 作曲：メタルユーキ・広瀬充寿 / 編曲：広瀬充寿 / 歌：白雪美帆（橘ひかり）
原曲は「未来の国の物語り」（白雪美帆テーマ曲）
9. 春のゆき
作詞・作曲：宮島律子 / 編曲：米光亮 / 歌：水無月琴子（小菅真美）
10. Don't worry 〜ひとりでもだいじょうぶ
作詞：椎名可憐 / 作曲：M Rie / 編曲：岩崎元是 / 歌：一文字茜（野村真弓）
11. 勇気の神様
作詞：竹広将史 / 作曲：メタルユーキ / 編曲：岩崎元是 / 歌：野田順子
『ときめきメモリアル2』オープニングテーマ
野田順子のアルバム『FLY AWAY 』にも収録
野田順子のアルバム『SPARKLE』・『ときめきメモリアル2 ボーカルトラックスベスト』に別バージョンを収録

### ボーカルトラックス2
2000年5月10日発売。
1. Brilliant
作詞：白峰美津子 / 作曲：依田和夫 / 編曲：岩崎元是 / 歌：陽ノ下光（野田順子）
野田順子のアルバム『SPARKLE』にも収録
2. Show me how to love
作詞：根津洋子 / 作曲：メタルユーキ / 編曲：米光亮 / 歌：九段下舞佳（山田美穂）
原曲は「Delivery Love」（九段下舞佳テーマ曲）
『ときめきメモリアル2 ボーカルトラックスベスト』にも収録
3. 心のままに
作詞：田島浩二 / 作曲：メタルユーキ / 編曲：広瀬充寿 / 歌：穂刈純一郎（野島健児）
原曲は「青春からはじめよう」（穂刈純一郎テーマ曲）
4. 月夜の仔猫
作詞：工藤順子 / 作曲：宮島律子 / 編曲：岩崎元是 / 歌：八重花桜梨（村井かずさ）
5. 雲を追いかけて 〜tears for joy〜
作詞：竹広将史 / 作曲：メタルユーキ / 編曲：岩崎元是 / 歌：野咲すみれ（本井えみ）
『ときめきメモリアル2』挿入歌
『ときめきメモリアル2 ボーカルトラックスベスト』にも収録
6. 向日葵
作詞：竹広将史 / 作曲：メタルユーキ / 編曲：米光亮 / 歌：穂刈純一郎（野島健児）・坂城匠（増田ゆき）
『ときめきメモリアル2』バッドエンディングテーマ
『ときめきメモリアル2 ボーカルトラックスベスト』にも収録
7. LOOK AT ME!
作詞：椎名可憐 / 作曲：メタルユーキ・広瀬充寿 / 編曲：広瀬充寿 / 歌：白雪真帆（橘ひかり）
原曲は「恋の選択」（白雪真帆テーマ曲）
8. フェイク
作詞：くまのきよみ / 作曲：メタルユーキ / 編曲：米光亮 / 歌：坂城匠（増田ゆき）
9. 砂漠の花びら
作詞：永森羽純 / 作曲：杉内信介 / 編曲：米光亮 / 歌：麻生華澄（鳥井美沙）
10. はい! Tension
作詞：くまのきよみ / 作曲・編曲：広瀬充寿 / 歌：赤井ほむら（くまいもとこ）・一文字茜（野村真弓）
11. あなたに会えて
作詞：竹広将史 / 作曲：メタルユーキ / 編曲：米光亮 / 歌：野田順子
『ときめきメモリアル2』 エンディングテーマ
野田順子のアルバム『FLY AWAY』『SPARKLE』・『ときめきメモリアル2 ボーカルトラックスベスト』にも収録

### ボーカルトラックス3
2001年3月21日発売。
1. ほら、夢いっぱいの空
作詞：くまのきよみ / 作曲・編曲：岩崎元是 / 歌：陽ノ下光（野田順子）・水無月琴子（小菅真美）
2. with you
作詞：田中みほ / 作曲：依田和夫 / 編曲：米光亮 / 歌：寿美幸（高野直子）
3. 2nd FACE 〜ほんとうのわたし〜
作詞：くまのきよみ / 作曲：太田美知彦 / 編曲：広瀬充寿 / 歌：白雪真帆（橘ひかり）
4. 見えない小石
作詞：工藤順子 / 作曲：依田和夫 / 編曲：米光亮 / 歌：水無月琴子（小菅真美）
5. インビジウォー
作詞：IGA / 作曲：メタルユーキ / 編曲：広瀬充寿 / 歌：赤井ほむら（くまいもとこ）・伊集院メイ（田村ゆかり）・一文字茜（野村真弓）
『ときめきメモリアル2 Substories〜Leaping School Festival〜』オープニングテーマ
6. 見つめていたい
作詞：松木悠 / 作曲：M Rie / 編曲：岩崎元是 / 歌：佐倉楓子（前田千亜紀）
7. 響想曲
作詞：永森羽純 / 作曲：MIZUKI / 編曲：米光亮 / 歌：麻生華澄（鳥井美沙）
8. 蒼い鳥
作詞・作曲：渡邊美佳 / 編曲：岩崎元是 / 歌：八重花桜梨（村井かずさ）
9. Goalstart
作詞：芝田なな / 作曲・編曲：多田光裕 / 歌：陽ノ下光（野田順子）
『ときめきメモリアル2 Substories〜Leaping School Festival〜』陽ノ下光エンディングテーマ
野田順子のアルバム『SPARKLE』にも収録
10. My life is great
作詞：椎名可憐 / 作曲・編曲：広瀬充寿 / 歌：伊集院メイ（田村ゆかり）
田村ゆかりコレクションアルバム『True Romance』にも収録
11. あなたと会えた時から
作詞：白峰美津子 / 作曲：宮島律子 / 編曲：岩崎元是 / 歌：八重花桜梨（村井かずさ）・白雪美帆（橘ひかり）・佐倉楓子（前田千亜紀）

### ボーカルトラックス4
2001年8月29日発売。
1. Go girl!Go!
作詞：田中みほ / 作曲：M Rie / 編曲：米光亮 / 歌：寿美幸（高野直子）・一文字茜（野村真弓）・赤井ほむら（くまいもとこ）
2. Jewel of Hearts
作詞：椎名可憐 / 作曲：酒井ミキオ / 編曲：岩崎元是 / 歌：陽ノ下光（野田順子）
野田順子のアルバム『SPARKLE』にも収録
3. Kiss Me ×××
作詞：くまのきよみ / 作曲：小西真理 / 編曲：広瀬充寿 / 歌：九段下舞佳（山田美穂）
4. Steppin' to love
作詞・作曲・編曲：松浦有希 / 歌：八重花桜梨（村井かずさ）
5. ミントの坂道
作詞：白峰美津子 / 作曲：吉中美樹 / 編曲：米光亮 / 歌：麻生華澄（鳥井美沙）
ドラマCD『ときめきメモリアル2 Vol.1〜予感・はじまりの季節〜』にも収録
6. 風のてがみ
作詞：森由里子 / 作曲：山口美央子 / 編曲：岩本正樹 / 歌：水無月琴子（小菅真美）
7. CATCH MY EYES
作詞：白峰美津子 / 作曲：山崎利明 / 編曲：米光亮 / 歌：伊集院メイ（田村ゆかり）
ドラマCD『ときめきメモリアル2 Vol2 〜約束・遠い記憶〜』・田村ゆかりコレクションアルバム『True Romance』にも収録
8. Walking in the Sky
作詞：松木悠 / 作曲：酒井ミキオ / 編曲：広瀬充寿 / コーラスアレンジ：木戸やすひろ / 歌：坂城匠（増田ゆき）
9. 想い…。
作詞：IGA / 作曲：メタルユーキ / 編曲：米光亮 / 歌：野田順子
『ときめきメモリアル2 Substories 〜Memories Ringing On〜』オープニングテーマ
10. てのひらの未来
作詞：永森羽純 / 作曲：太田美知彦 / 編曲：岩崎元是 / 歌：白雪美帆（橘ひかり）
11. 天使のホイッスル
作詞：田中みほ / 作曲：坂下正俊 / 編曲：岩本正樹 / 歌：佐倉楓子（前田千亜紀）
ドラマCD『ときめきメモリアル2 Vol.3〜願い・秘めた心に〜』にも収録
12. 楽園
作詞：椎名可憐 / 作曲：MIZUKI / 編曲：米光亮 / 歌：麻生華澄（鳥井美沙）・伊集院メイ（田村ゆかり）

### ボーカルトラックス5
2002年5月22日発売。
1. Sweetest Love
作詞・作曲：marhy / 編曲：岩崎元是 / 歌：伊集院メイ（田村ゆかり）
田村ゆかりコレクションアルバム『True Romance』にも収録
2. Blue Marine Blue
作詞：田中みほ / 作曲：太田美知彦 / 編曲：米光亮 / 歌：赤井ほむら（くまいもとこ）
ドラマCD『ときめきメモリアル2 Vol.6〜雪がやんだら〜』・『ときめきメモリアル2 ボーカルトラックスベスト』にも収録
3. 夕顔憧歌
作詞：永森羽純 / 作曲：MIZUKI / 編曲：鶴由雄 / 歌：水無月琴子（小菅真美）
ドラマCD『ときめきメモリアル2 Vol.5〜笑顔、探して〜』にも収録
4. めぐり逢えるから
作詞：松木悠 / 作曲：MIZUKI / 編曲：広瀬充寿 / 歌：佐倉楓子（前田千亜紀）
5. Indigo
作詞・作曲：熊井祐子 / 編曲：岸村正実 / 歌：一文字茜（野村真弓）
ドラマCD『ときめきメモリアル2 Vol.8〜霞む空の下に〜』にも収録
6. 世界でいちばんささやかな奇跡〜Miracle Love〜
作詞：森由里子 / 作曲：M Rie / 編曲：広瀬充寿 / 歌：白雪美帆（橘ひかり）
ドラマCD『ときめきメモリアル2 Vol.7〜手のひらの勇気〜』にも収録
7. 涙のリング
作詞：竹広将史 / 作曲：メタルユーキ / 編曲：Nories M・鶴由雄 / 歌：野咲すみれ（本井えみ）
原曲は「ピエロのキモチ」（野咲すみれテーマ曲）
8. こっちをむいて
作詞・作曲：宮島律子 / 編曲：岩本正樹 / 歌：八重花桜梨（村井かずさ）
ドラマCD『ときめきメモリアル2 Vol.4〜見えないゴールの向こう側〜』にも収録
9. 未来星
作詞：haru-A / 作曲：坂下正俊 / 編曲：広瀬充寿 / 歌：寿美幸（高野直子）
ドラマCD『ときめきメモリアル2 Vol.9〜月の欠片〜』・『ときめきメモリアル2 ボーカルトラックスベスト』にも収録
10. An arch of flowers
作詞：田中みほ / 作曲：M Rie / 編曲：広瀬充寿 / 歌：麻生華澄（鳥井美沙）
11. 青い翼
作詞：吉井省一 / 作曲：山口未央子 / 編曲：鶴由雄 / 歌：陽ノ下光（野田順子）
ドラマCD『ときめきメモリアル2 Vol.10〜陽光、輝きの中へ〜』・野田順子のアルバム『SPARKLE』にも収録
12. Ringings go on forever
作詞：椎名可憐 / 作曲：南澤大介 / 編曲：岩崎元是 / 歌：Hibikino Happy Bells（田村ゆかり・前田千亜紀・くまいもとこ・高野直子・橘ひかり・小菅真美・山田美穂・村井かずさ・野村真弓・本井えみ・鳥井美沙・野田順子）
『ときめきメモリアル2 ボーカルトラックスベスト』にも収録

### ボーカルトラックスベスト
2002年12月25日発売。
『ときめきメモリアル2』のすべての歌から投票によって選ばれた13曲を収録したもので、初出の楽曲はない。『2』に関する最後のCDである。
1. 勇気の神様 〜Hikari Version〜
作詞：竹広将史 / 作曲：メタルユーキ / 編曲：岩崎元是 / 歌：野田順子
『ときめきメモリアル2』オープニングテーマ
2. Super Special Day
作詞・作曲：渡邉美佳 / 編曲：鶴由雄 / 歌：伊集院メイ（田村ゆかり）
『ときめきメモリアル2 Substories 〜Leaping School Festival〜』伊集院メイエンディングテーマ
『ときめきメモリアル2 Blooming Stories6 伊集院メイ』収録
3. Blue Marine Blue
作詞：田中みほ / 作曲：太田美知彦 / 編曲：米光亮 / 歌：赤井ほむら（くまいもとこ）
『ときめきメモリアル2 ボーカルトラックス5』収録
4. Twilight Express
作詞：椎名可憐 / 作曲：宮島律子 / 編曲：鶴由雄 / 歌：佐倉楓子（前田千亜紀）
『ときめきメモリアル2 Substories 〜Memories Ringing On〜』佐倉楓子エンディングテーマ
『ときめきメモリアル2 Blooming Stories7 佐倉楓子』収録
5. 未来星
作詞：haru-A / 作曲：坂下正俊 / 編曲：広瀬充寿 / 歌：寿美幸（高野直子）
『ときめきメモリアル2 ボーカルトラックス5』収録
6. 透明な心
作詞：椎名可憐 / 作曲：M Rie  / 編曲：鶴由雄 / 歌：水無月琴子（小菅真美）
『ときめきメモリアル2 Blooming Stories8 水無月琴子』収録
7. 嵐が始まる時
作詞：白峰美津子 / 作曲：メタルユーキ / 編曲：米光亮 / 歌：麻生華澄（鳥井美沙）
原曲は「素顔の赴くままに」（麻生華澄テーマ曲）
『ときめきメモリアル2 ボーカルトラックス』収録
8. 雲を追いかけて 〜tears for joy〜
作詞：竹広将史 / 作曲：メタルユーキ / 編曲：岩崎元是 / 歌：野咲すみれ（本井えみ）
『ときめきメモリアル2』挿入歌
『ときめきメモリアル2 ボーカルトラックス2』収録
9. サバンナの風
作詞：田中みほ / 作曲：M Rie / 編曲：鶴由雄 / 歌：一文字茜（野村真弓）
『ときめきメモリアル2 Blooming Stories4 一文字茜』収録
10. Show me how to love
作詞：根津洋子 / 作曲：メタルユーキ / 編曲：米光亮 / 歌：九段下舞佳（山田美穂）
原曲は「Delivery Love」（九段下舞佳テーマ曲）
『ときめきメモリアル2 ボーカルトラックス2』収録
11. Garden 〜Miho and Maho's Love Song〜
作詞：椎名可憐 / 作曲：M Rie / 編曲：米光亮 / 歌：白雪美帆（橘ひかり）・白雪真帆（橘ひかり）
『ときめきメモリアル2 Blooming Stories3 白雪美帆&真帆』収録
12. 春のフリル
作詞：永森羽純 / 作曲・編曲：鶴由雄 / 歌：八重花桜梨（村井かずさ）
『ときめきメモリアル2 Blooming Stories2 八重花桜梨』収録
13. Ringings go on forever
作詞：椎名可憐 / 作曲：南澤大介 / 編曲：岩崎元是 / 歌：Hibikino Happy Bells（田村ゆかり・前田千亜紀・くまいもとこ・高野直子・橘ひかり・小菅真美・山田美穂・村井かずさ・野村真弓・本井えみ・鳥井美沙・野田順子）
『ときめきメモリアル2 ボーカルトラックス5』収録
14. 向日葵
作詞：竹広将史 / 作曲：メタルユーキ / 編曲：米光亮 / 歌：穂刈純一郎（野島健児） / 坂城匠（増田ゆき）
『ときめきメモリアル2』バッドエンディングテーマ
『ときめきメモリアル2 ボーカルトラックス2』収録
15. あなたに会えて
作詞：竹広将史 / 作曲：メタルユーキ / 編曲：米光亮 / 歌：野田順子
『ときめきメモリアル2』エンディングテーマ
『ときめきメモリアル2 ボーカルトラックス2』収録